# Friedrich Behme
Friedrich Hermann Behme (geboren 29. Dezember 1870 in Palandsmühle bei Bredelem; gestorben 1. Dezember 1958 in Goslar) war ein deutscher Jurist, Amtsgerichtsrat, Fotograf, Geologe, Heimatforscher und Heimatkundler.

## Leben
Behme wurde Ende 1870 nahe Goslar am Harz in der Palandsmühle als Sohn des damaligen Besitzers Friedrich Konrad Martin Behme und dessen Ehefrau Johanna Marie Konradine (geb. Sohns) geboren. Seine jüngere Schwester war die spätere Fotografin und Publizistin Theda Behme.
Friedrich Behme absolvierte das Goslarer Gymnasium und studierte Rechtswissenschaften und Geologie in Leipzig, Freiburg, Berlin und Göttingen. 1894 promovierte er. Im selben Jahr publizierte er einen dann in drei Auflagen erschienenen Bildband mit 24 eingeklebten Originalaufnahmen zu geologische Studien rund um Goslar, die zugleich auch erbaulichen Zwecken dienten.
Nachgelassene Fotografien aus seinen Werken legen einen 6- oder 7-jährigen Aufenthalt Behmes ab 1898 in China nahe, wenngleich er verbürgt erst nach der Niederwerfung des Boxeraufstandes mit Sonderaufgaben oder im Auftrag des Auswärtigen Amtes als kaiserlich-deutscher Zivilrichter in den Jahren von 1903 bis 1904 in der deutschen Kolonie Tsingtau tätig war. Dort wirkte er maßgeblich am Aufbau eines deutschen Justizwesens mit. Parallel dazu fertigte er professionell vorbereitete und ausgeführte Lichtbilder „von ungewöhnlicher Präzision und Tiefe“, darunter 1898 Aufnahmen des historischen Stadttempels von Tsingtau oder beispielsweise kolorierte Schnappschüsse von der Seeschlacht vor Port Arthur 1904 beziehungsweise vom Sommer 1905. Daneben fertigte er den einzigen bekannten autoritativen Führer zum „deutschen Schutzgebiet“ Tsingtau, der mehrere inhaltlich ergänzte Auflagen erreichte und auch ins englische übersetzt wurde. Diese Führer enthielten lediglich eine Auswahl seiner mit der Plattenkamera gefertigten rund 600 Bilder und bildeten vor allem eine umfassende Dokumentation über die „Entstehung der modernen Infrastruktur“ in Tsingtau ab. In Behmes Reiseführer wurden Entfernungen zum nächsten Landschaftsmerkmal aufgezeigt, Hotelpreise und Informationen zu Jagd und Fischerei.
Am 26. Juni 1908 heiratete Behme in Berlin Toni Robitzsch, die Tochter eines Oberförsters. Aus dieser Ehe ging 1911 eine Tochter hervor, die in Hannover geboren wurde.
Während des Ersten Weltkrieges wirkte Behme zunächst als Kriegsgerichtsrat an Schauplätzen der Westfront, später in Rumänien, wo er Lagerstätten von Erdöl erforschte und daraufhin von Feldmarschall August von Mackensen in das deutsche Hauptquartier berufen wurde.
Zu Beginn der Weimarer Republik ließ sich Behme ab 1918 kurzzeitig nahe Bremen nieder, wechselte dann nach Hannover, wo er langjährig am dortigen Amtsgericht wirkte.
Kurz vor Ende des Zweiten Weltkrieges wurde Behme durch die Luftangriffe auf Hannover am 28. März 1945 ausgebombt; in der Folge übersiedelte er zurück in seine Heimatstadt Goslar.
Friedrich Behme starb wenige Wochen vor Vollendung seines 88. Lebensjahres am 1. Dezember 1958 in Goslar.

## Fotosammlung Tsingtao
Behmes China-Aufnahmen gelten als „Sozialdokumentation des kolonialen Alltags“, etwa die staatsmännischen Empfänge des Grafen Alfred von Waldersee oder des Prinzen Heinrich von Preußen. Daneben lichtete Behme neu errichtete Fabrikhallen ab, zeigte die Arbeitswelt chinesischer Lehrlinge an deutschen Drehbänken auf und hielt den heiligen Ort der Taoisten Lao Shan im Bild fest. In gestellten Szenen posierten westliche Herren mit Bärten mit ebensolchen chinesischen für scheinbar „vergnügliche Landpartien.“ Zahlreiche Aufnahmen Behmes, der vollständige Bewegungsfreiheit genoss, behandeln das Militär, beispielsweise Landungsmanöver, Kasernen und Lager, Uniformen und Pickelhauben.

## Schriften (Auswahl)
- Friedrich Behme, Maximilian Krieger: Führer durch Tsingtau und Umgebung, Wolfenbüttel: Druck und Verlag der Hecknerschen Druckerei (Inhaber: H. Wessel), 1904; Digitalisat über die Universitätsbibliothek Johann Christian Senckenberg der Johann Wolfgang Goethe-Universität Frankfurt am Main

Geologische Führer:
- Geologischer Harzführer, 8 Teile, jeweils bis zu 5. vollständig neu bearbeiteten Auflagen, Hahnsche Buchhandlung, Hannover 1894ff.
- Geologischer Führer durch die Umgebung der Stadt Goslar am Harz einschließlich Hahnenklee, Lautenthal, Wolfshagen, Langelsheim und Seesen, 4., vollständig neu bearbeitete Auflage mit 159 Abbildungen und 10 geologischen Karten, Hahn, Hannover 1915.
- Geologischer Führer durch die Grafschaft Bentheim. Lagerstätten von Salz, Erdöl, Asphalt, Hahnsche Buchhandlung, Hannover 1926.

sonstige:
- Die Wünschelrute, Teil 3: Die Wünschelrute im Kriege, 2., vermehrte Auflage, Hahn, Hannover 1916.
- Friedrich Behme et al.: Nachruf Robert Weyrauch / Graf Klinckowstroem / Nachruf Richard Maurer (= Schriften des Verbands zur Klärung der Wünschelrutenfrage, Heft 10), mit 2 eingedruckten Porträts und 10 Abbildungen, K. Wittwer, Stuttgart 1927.